# Театар на раскршћу
Театар на раскршћу је новоосновани фестивал драме и позоришта балканског културног простора, такмичарског карактера, у организацији Народног позоришта Ниш. Идеја о оснивању овог позоришног фестивала, иако је међу културним ствараоцима и драмским уметницима у Нишу, зачета пре више деценија, реализована је 2019. године, уз пуну подршку и покровитељство градоначелника и Скупштине града Ниша као оснивача Народног позоришта Ниш.

## Почетак рада
По први пут фестивал се одржава у Нишу од 11. до 19. марта 2019. године. Фестивала је започео рад на дан Народног позоришта Ниш, премијером представе „Путујуће позориште Шопаловић” Љубомира Симовића, у режији Тање Мандић Ригонат и продукција Народно позориште Ниш.

## Улога и значај фестивала
Фестивал је настао са жељом њених оснивача, да на једном месту окупи позоришну уметност балканског културног простора, и покуша да афирмише сличности и разлика културног идентитета држава и народа који деле исти простор. Тако би држава Србија и град Ниша као раскрсница европских и светских путева на Балканском полуострву, помогле:
- јачању међународне културне размене,
- промовисале позоришне уметности,
- промовисале рад стваралаца,
- размену идеја и позоришних пракси,
- развој нових изазова и перспектива савременог позоришта.[2]

## Пратећи садржаји
У време одржавања Фестивала у Нишу се на више локација организује читав низ пратећих програма: 
- разговори о представама,
- трибине,
- промоције књига,
- представљање уметника и
- изложбе.[2]

## Додела награда
По завршетку манифестације Фестивалски жири ће доделити награде за: најбољу представу, режију, четири глумачке награде, за костимографско и сценографско остварење, за оригиналну сценску музику, за сценски покрет, као и специјалну награду Фестивала.
Осим ових награда, биће додељене и награда округлог стола критике и награда жирија публике.
Жири првог фестивала, чинили су: 
- Глумици Миа Беговић (Загреб), Енвер Петровци (Приштина),  Катарина Коцевска (Македонија)
- Редитељ и глумац Богдан Костеа (Румунија)
- Редитељ и амбасадор Црне Горе у Србије Бранислав Мићуновић.

## Програмски савет
Програмски савет Фестивала чине следећи истакнути позоришни ствараоци из Србије и региона: 
Председник програмског савета
- Небојша Брадић, позоришни редитељ (Србија)

Чланови програмског савета
- Александар Милосављевић, позоришни критичар (Србија),
- проф. др Дарко Лукић, театролог (Хрватска),
- Дејан Лилић, глумац (Македонија),
- Дејан Петковић, театролог (Србија), Дејан Стојиљковић, писац (Србија)
- мр Спасоје Ж. Миловановић, театролог и управник Народног позоришта Ниш.[2]